# Essex (virksomhed)
 For alternative betydninger, se Essex (flertydig). (Se også artikler, som begynder med Essex)
Essex Invest A/S er Danmarks næststørste ejendomsselskab[kilde mangler] og har hovedsæde i Aarhus. Selskabet blev stiftet i 1996 af Peter Halvorsen og Stig Mortensen.
I 2006 købte man RO's Torv af Keops for 15 mia. kr. og stod derefter for udbygningen fra 40.000 til 84.000 m2.
I oktober 2009 voksede det økonomiske pres på virksomheden og en betalingsstandsning truede, da man ikke havde tilstrækkelig likviditet til at betale forfalden gæld ved ultimo september. Selskabet fik en aftale med kreditorerne, der bl.a. betyder et stop for ejendomsudvikling, samt et stort frasalg af ejendomme i ind- og udland. 
Desuden har man sponsor-aktiviteter inden for dansk sport: Essex købte rettighederne til navnet på Randers Stadion, der efterfølgende skiftede navn til Essex Park Randers. Herudover sponsoreres et hold i hhv. Le Mans og DTC under navnet Team Essex.